# Карл Зауке
Карл Зауке (нім. Karl Sauke; 23 вересня 1897, Ганновер — 24 вересня 1958, Ганновер) — німецький офіцер і політик, бригадефюрер СА, обергруппенфюрер НСФК.

## Біографія
Учасник Першої світової війни, після завершення якої здобув комерційну освіту і до 1931 року працював представником і менеджером з продажу в текстильній промисловості. В листопаді 1929 року вступив в НСДАП, в 1930 році — в СА. З квітня 1931 року — керівник СА в Брауншвейзі, з 1 лютого 1932 року — командир 92-го штандарту СА. Навесні 1933 року за дорученням Дітріха Клаггеса створив і очолив допоміжну поліцію СА в Брауншвейзі. В 1930-х роках займав керівні посади в НСФК. З 1938 року — керівник групи НСФК в Брауншвейгу. Після призначення корпсфюрера НСФК Фрідріха Крістіансена 28 травня 1940 року командувачем вермахтом в Нідерландах Зауке одночасно став його постійним заступником.
В 1945 році взятий в полон американськими військами. В січні 1948 року звільнений. На початку 1950 року постав перед судом в Брауншвейзі, 14 березня визнаний винним в злочинах проти людства (терористичні дії допоміжної поліції СА) і засуджений до 6 років ув'язнення.

## Нагороди
- Залізний хрест 2-го класу
- Нагрудний знак «За поранення» в чорному
- Знак учасника зльоту СА в Брауншвейзі 1931
- Почесний хрест ветерана війни з мечами
- Почесний кут старих бійців
- Золотий партійний знак НСДАП
- Бойова руна
- Срібний нагрудний знак планериста НСФК класу С
- Почесний кинджал для керівника НСФК «За заслуги в повітряному спорті»
- Нагрудний знак пілота моторного літака НСФК
- Медаль «За вислугу років у НСДАП» в бронзі та сріблі (15 років)
- Комбінований Знак Пілот-Спостерігач
- Застібка до Залізного хреста 2-го класу
- Почесний нагрудний знак пілота (Словаччина)
- Хрест Воєнних заслуг 2-го і 1-го класу з мечами
- Великий нагрудний знак планериста НСФК (1942)